# Tápió
A Tápió a Zagyva jobb oldali mellékvize, Isaszeg közelében ered.

## Eredete és lefolyása
A Tápió folyó két, a Gödöllői-dombságban található forrásból ered: az Alsó-Tápió Pécel határában, Fáy tanya közelében, míg a Felső-Tápió Isaszeg határában. (Előbbi egyúttal elválasztja a Gödöllői-dombságot a Monor–Irsai-dombságtól.) A két ág Tápiószentmárton határában egyesül, és folyik tovább a Jász-Nagykun-Szolnok vármegyei Újszász határáig, ahol a Zagyva folyóba torkollik.

## Mellékvizei

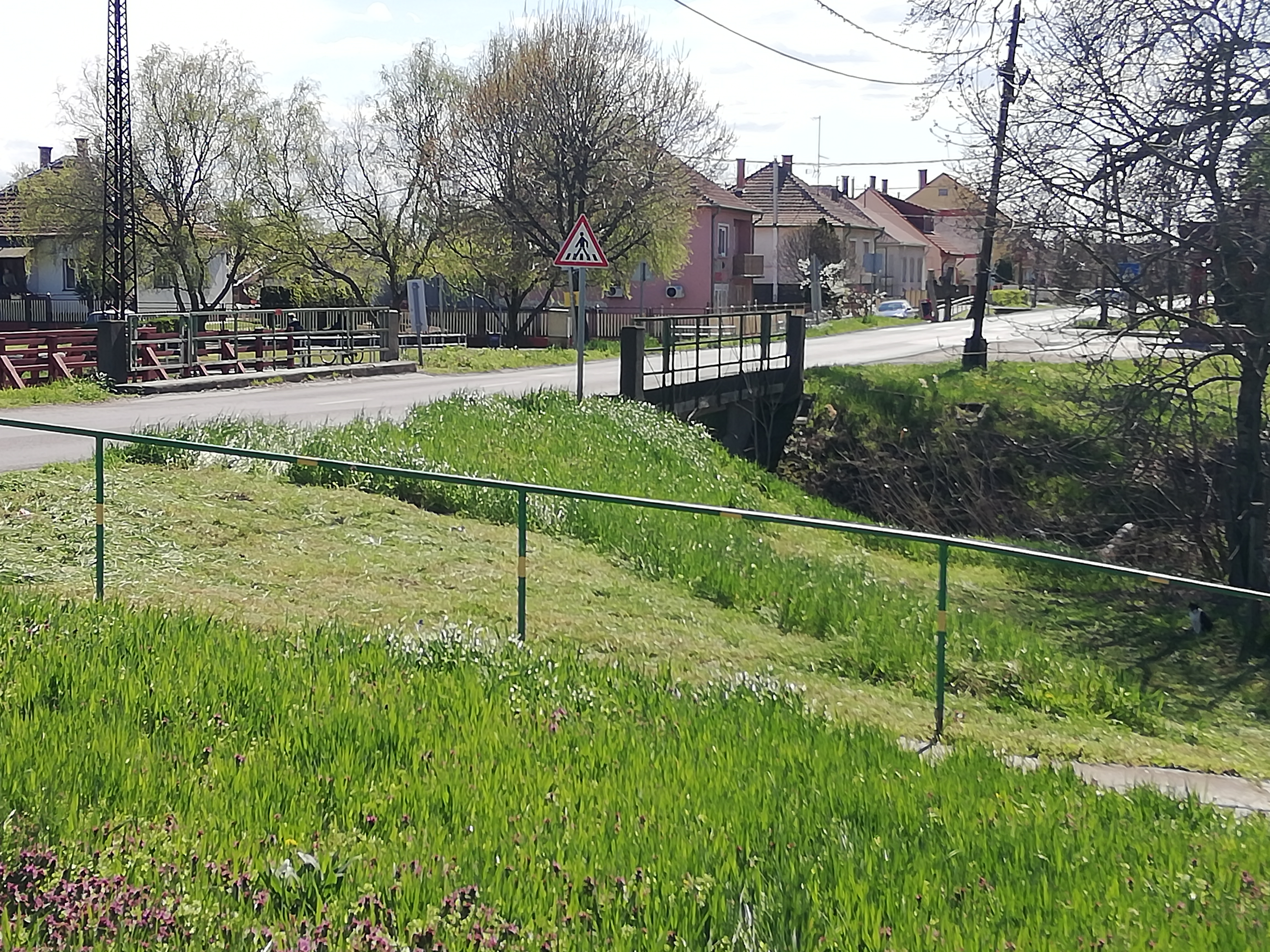
A 3122-es út hídja a Tápió lecsapoló csatornája felett, Újszász déli szélén

Több kisebb folyó és ér táplálja a Tápiót. Köztük a Felső-Tápió (hossza 30,4 km; vízgyűjtője 93 km2; átlagos vízhozama 0,09 m3/s) és a Hajta-patak (vízgyűjtője 397 km2; közepes vízhozama 0,4 m3/s), amely a Jászság felől érkezik, és Tápiószele határában találkozik a Tápióval.
Több kisebb ér is érkezik Gomba (Gombai- v. Úri-patak; 14,3 km; 133,2 km2; 0,14 m3/s) és Úri irányából.

## Jelentősége
A Tápió folyó védett terület, a Pest vármegyei Tápió–Hajta Vidéke Tájvédelmi Körzet fontos része. Mielőtt elérné a Zagyvát, vízével néhány halastavat táplál, mint például a három sülysápi halastavat és a tápiószecsői horgásztavat. Vízgyűjtő területe mintegy 898 km².
Valószínűleg a halastavak miatt egyre jobban "elvadul" a Tápió. Körülbelül 25-30 évvel ezelőtt tiszta, átlátszó volt a vize, sok-sok hallal, ami most nem mondható el. A halak szinte kipusztultak, csak pióca van, a víz kezd elmocsarasodni. Ez a folyamat a horgásztavak megépítésének lehet a következménye.[forrás?]

## Érdekességek
- A Tápió előtag hét Pest vármegyei település nevében szerepel: Tápióbicske,  Tápiógyörgye,  Tápióság,  Tápiószecső,  Tápiószele,  Tápiószentmárton, Tápiószőlős, Tápiósüly, Tápiósáp. Utóbbi kettő egyesítésével jött létre Sülysáp.
- Az 1849. április 4-én lezajlott tápióbicskei csata során fontos stratégiai szerep jutott a Nagykátát Tápióbicskével összekötő Tápió-hídnak. Az akkor veszedelmessé duzzadt Tápió és a környező mocsár ugyanis lehetetlenné tette a patakon való átkelést, így az egyetlen lehetséges átjutást a híd jelentette. Itt zajlott le a csata legvéresebb, egyben döntő ütközete, amelynek emlékét 1912. október 23-a óta a Honvédszobor őrzi.